# فلوريان هان
فلوريان هان هو سياسي ألماني، ولد في 14 مارس 1974 في ميونخ في ألمانيا. نشط حزبياً في الاتحاد الاجتماعي المسيحي (1992 – 1992).

## مناصب
- انتخب نائب عن الجمعية البرلمانية لمجلس أوروبا  [لغات أخرى]‏ لترشحه ضمن قائمة ألمانيا، (22 يناير 2018 – 28 سبتمبر 2018).
- انتخب نائب عن الجمعية البرلمانية لمجلس أوروبا  [لغات أخرى]‏ لترشحه ضمن قائمة ألمانيا، (27 يناير 2014 – 21 مايو 2015).
- في الانتخابات الفيدرالية الألمانية 2017، انتخب عضو في البوندستاغ الألماني عن دائرة Munich Land (electoral district) [الإنجليزية]‏ وقد انضم خلال البوندستاغ الألماني التاسع عشر (24 أكتوبر 2017 – ) للكتلة البرلمانية الكتلة البرلمانية لائتلاف الاتحاد الديمقراطي المسيحي / الاتحاد الاجتماعي المسيحي في البوندستاغ  [لغات أخرى]‏.
- انتخب عضو في البوندستاغ الألماني (27 أكتوبر 2009 – 22 أكتوبر 2013).
- انتخب عضو في البوندستاغ الألماني عن دائرة Munich Land (electoral district) [الإنجليزية]‏ خلال فترته النيابية  [لغات أخرى]‏ (22 أكتوبر 2013 – 22 أكتوبر 2013).

## وصلات خارجية
- الموقع الرسمي